# Juan Emiliano O'Leary
Juan Emiliano O'Leary (Asunción, 1º giugno 1879 – Asunción, 31 ottobre 1969) è stato un storiografo e poeta paraguaiano.

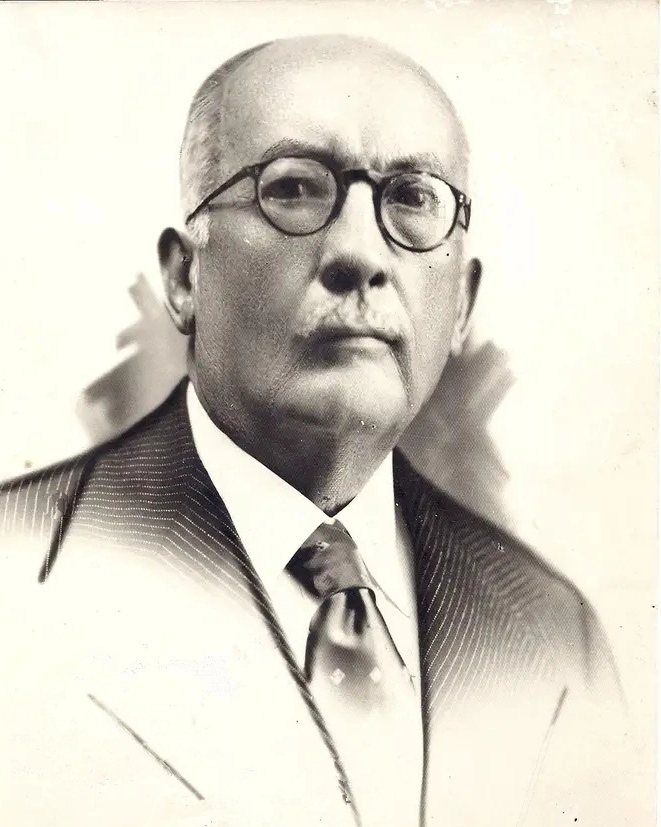

È considerato uno dei fondatori del revisionismo storico paraguaiano, specialmente nei riguardi della figura di Francisco Solano López, considerato, oltre che un dittatore, un benefattore per il suo paese in un contesto di politiche aggressive da parte dei vicini. Anche la sua opera poetica fu un tentativo di riaffermare una forte identità nazionale.

## Biografia
Nato ad Asunción, secondo figlio dell'uomo d'affari uruguaiano Juan O'Leary e di Dolores Urdapilleta Carísimo, studiò all'Instituto Paraguayo e successivamente al Colegio Nacional. Dopo aver effettuato studi di medicina a Buenos Aires e di diritto ad Asunción, il giornalismo e l'insegnamento lo impegnarono a fondo; fu anche un politico militante nel Partido Colorado (Associazione Nazionale Repubblicana) di Bernardino Caballero.
O'Leary morì nel 1969 ad Asunción; un distretto del Dipartimento dell'Alto Paraná ne ha preso il nome in omaggio alla sua opera.

## Opera

### Storiografia
- Páginas de historia (1916)
- Nuestra epopeya (1919)
- El Mariscal Solano López (1920)
- El Paraguay en la unificación argentina (1924)
- El héroe del Paraguay (1930)
- Los legionarios (1930)
- Apostolado patriótico (1933)
- Historia de la guerra de la Triple Alianza (1912)
- Prosa polémica (1982, postumo)

### Poesia
- El alma de la raza (1899)
- A la memoria de mi hija Rosita (1918)
- Salvaje (1902)
- Los conquistadores (1921)